# 棄民
棄民（きみん、abandoned people）とは、政府によって切り捨てられた（元）自国民を指す語。

## 概説
日本では、満州の開拓にかり出され敗戦後に当地に取り残された人々や、国内の食料難から政府に奨励されてハワイ、カリフォルニア州、中南米諸国に移住していった人々などが「棄民」と呼ばれることがある。また、第二次世界大戦後に朝鮮半島の混乱から日本に渡り、祖国に帰らず残留したり、帰還事業で北朝鮮に渡った在日コリアンを韓国政府から見捨てられた棄民と見なすこともある。
自国民を国外追放することは国際法上許容されないこととされているが、中華人民共和国政府は自国民の民主活動家の入国を拒否し「中国公民の事実上の国外追放」と批判されている。日本と関連する事例では､馮正虎が中国への帰国を拒否され成田空港での寝泊まりを続けた事件がある。